# Golpe de Estado no Zimbabwe em 2017
O golpe de Estado do Zimbabwe de 2017 teve início na tarde do dia 14 de Novembro de 2017, em Harare, capital do Zimbabwe. Efectivos do Exército Nacional do Zimbabwe tomaram posições em torno de Harare, tomando o controlo da emissora de televisão estatal, a Zimbabwe Broadcasting Corporation (ZBC), e de outras áreas da cidade. No dia seguinte, os militares emitiram um comunicado afirmando que não se tratava de um golpe de Estado, e que o Presidente Robert Mugabe estava em segurança, embora a situação apenas voltaria ao normal após terem tratado dos "criminosos" em torno de Mugabe, responsáveis pelos problemas sócio-económicos do Zimbabwe.
O golpe foi levado a cabo no contexto de tensões crescentes no partido no poder, o ZANU–PF, entre o anterior Vice-Presidente Emmerson Mnangagwa, apoiado pelos militares, e a Primeira Dama Grace Mugabe, apoiada pela jovem facção G40, acerca de quem poderia suceder ao idoso Presidente Mugabe, então com 93 anos. Uma semana após Mnangagwa ter sido demitido e forçado a fugir do país, e no dia anterior à entrada das tropas em Harare, o Comandante das Forças Armadas, Constantino Chiwenga emitiu um comunicado afirmando que as purgas de elementos séniores do ZANU-PF como Mnangagwa terão que acabar.

## Antecedentes

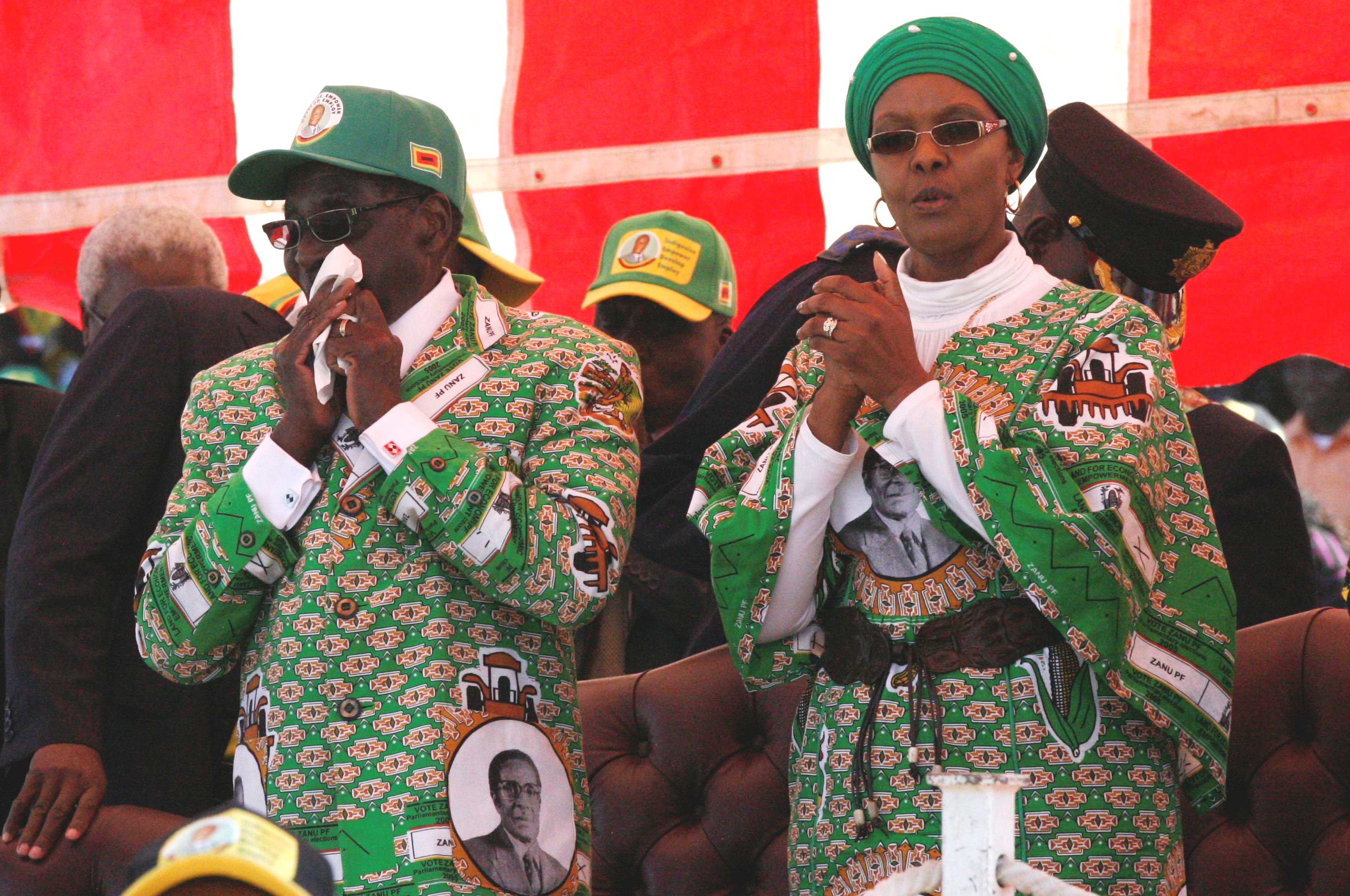
Robert e Grace Mugabe em 2013.

A 13 de Novembro de 2017, o comandante das Forças Armadas, Constantino Chiwenga, numa rara intervenção pública, exigiu o fim da "purga" que estava sendo levada a cabo no partido do poder, o Zanu-PF do Presidente Robert Mugabe, garantindo que o exército interviria caso fosse necessário. Na semana anterior Mugabe havia demitido o segundo vice-presidente, Emmerson Mnangagwa, que começava a ser apontado como seu Mugabe, numa decisão tomada como uma forma de abrir caminho ao poder à primeira-dama, Grace Mugabe, em preparação para o congresso do Zanu-PF, em Dezembro, onde será escolhido o próximo vice-presidente. A televisão estatal recusou-se a transmitir o comunicado.

## Acontecimentos

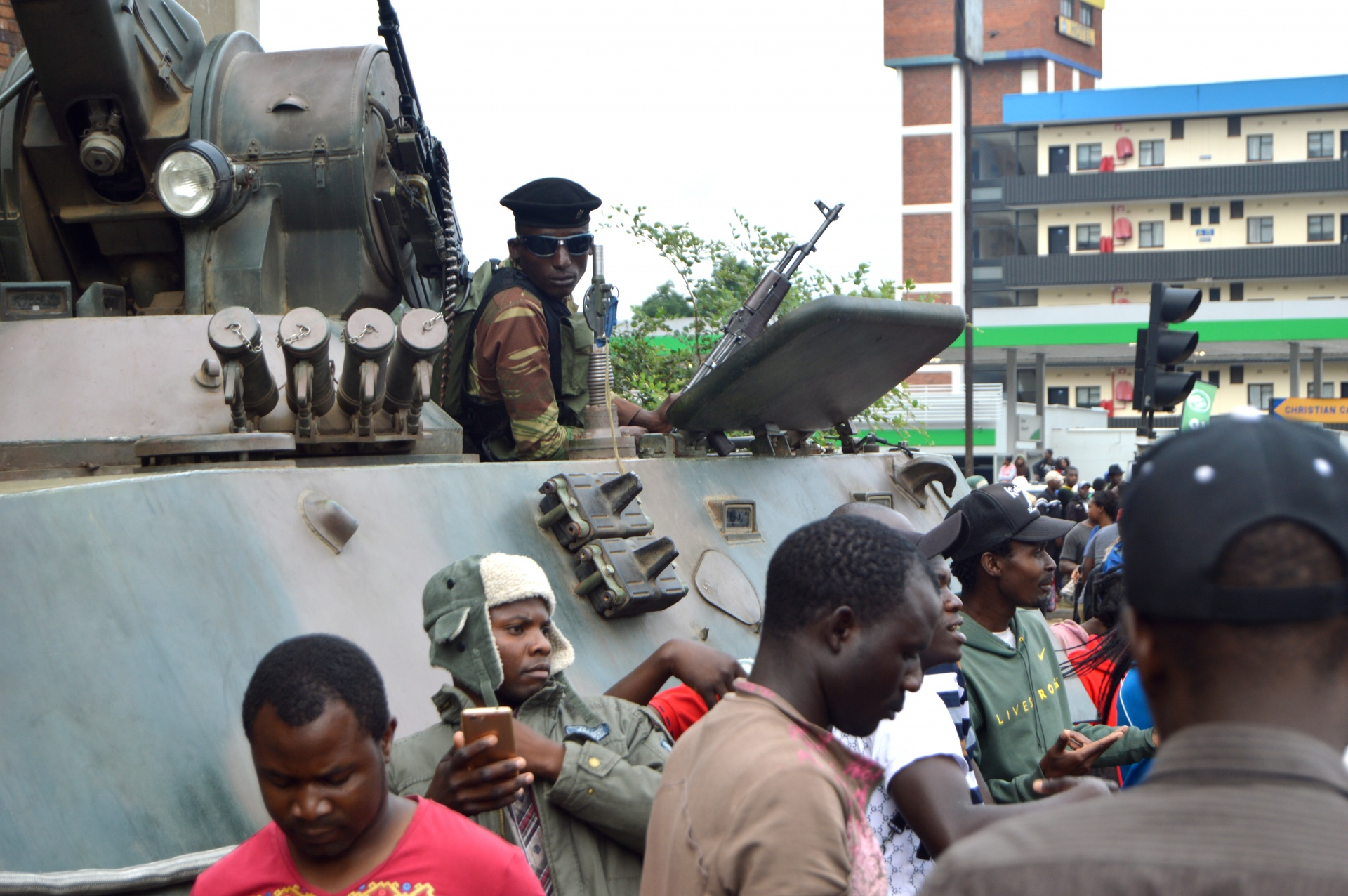
Militares golpistas e populares em Harare.

Ao fim da tarde de 14 de Novembro, testemunhas descreveram vários caminhões militares cheios de soldados, e pelo menos seis tanques em estradas a caminho de Harare, e deslocando-se em comboio pela cidade. Foram avistados dois tanques estacionados na principal estrada que liga Harare e a cidade de Chinhoyi, numa zona localizada a cerca de vinte quilómetros da capital. Segundo outras testemunhas, quatro tanques fizeram inversão de marcha ao chegar a Harare, seguindo em direcção ao complexo da guarda presidencial situado num subúrbio de Harare. Uma segunda coluna de veículos militares foi depois observada seguindo pela mesma estrada. No entanto, não foram observados sinais de tropas no aeroporto, nem na residência do Presidente Robert Mugabe. Não é ainda claro quem terá ordenado as movimentações militares.
Após a declaração de Chiwenga, e os relatos de movimentações de tanques, o ZANU-PF acabou por reagir, declarando que não iria ceder à pressão militar. Na tarde de terça feira, Mugabe assistiu a uma reunião semanal do Governo do Zimbabwe. Após a reunião, ao início da noite, Simon Khaya-Moyo falou em nome do ZANU-PF, acusando o General Chiwenga, Comandante das Forças Armadas, de traição e incitamento à insurreição. Kudzanayi Chipanga, líder da facção jovem do partido no poder, o ZANU-PF, alinhado com Grace Mugabe, disse que a Liga Juvenil estava "pronta a morrer" para impedir o exército de depor Mugabe e escolher um novo líder, e que caso estejam insatisfeitos com o governo de Mugabe, os generais deviam se afastar do cargo e tornar-se políticos.
Na noite desse dia, dois funcionários da televisão pública do Zimbabwe, a ZBC, relataram à Reuters que a sede havia sido ocupada por militares, indicando que alguns funcionários haviam sido manietados. A informação fornecida pelos soldados foi que não havia motivo para preocupação, e que estavam ali apenas para proteger o local. Apesar destas informações, a estação continuou a sua programação habitual, e a única presença militar no exterior continuou sendo o habitual destacamento de guardas. De acordo com os militares, estas acções foram motivadas pelas ordens dadas à ZBC para que não transmitisse a declaração dos militares emitida na segunda-feira.
Na mesma noite, foram ouvidas pelo menos três explosões na capital do país, Harare, e foram vistos veículos militares nas ruas. Embora relatos sugerissem que a capital se encontrava num estado de caos, na noite de 15 novembro as ruas de Harare encontravam-se desertas, sob a chuva.
O embaixador do país na África do Sul negou que esteja em curso um golpe de Estado. O presidente do país, Robert Mugabe, continua sem se pronunciar.
Às 5 da manhã de quarta-feira, 15 de Novembro, o Major-General SB Moyo, chefe de gabinete do exército, e aliado de Chiwenga, falou em nome das Forças de Defesa do Zimbabwe numa emissão da ZBC. Moyo asseverou que o que se estava a passar não era um golpe militar, e que o Presidente Mugabe estava em segurança. No entanto, a mesma comunicação dizia também que o exército "tinha por alvo criminosos" que rodeavam Mugabe, responsáveis pelos problemas socio-económicos do país, e que após atingirem os seus objectivos a situação "retornaria à normalidade." Moyo anunciou que todas as dispensas de pessoal militar foram canceladas, e que os soldados deviam regressar aos seus quartéis, que as forças de segurança deviam “cooperar para o bem do nosso país”, e que “qualquer provocação terá em retorno uma resposta apropriada”. Moyo disse também que a independência do poder judicial do Zimbabwe estava garantida, e que os cidadãos deviam permanecer calmos, e evitar deslocações desnecessárias.
Após o discurso, os militares prenderam Ignatious Chombo, Ministro das Finanças do Zimbabwe, e líder do G40, a facção do ZANU-PF pro-Grace Mugabe. De acordo com o jornal sul-africano The Times, foram efectuadas prisões de outros ministros do governo membros do G40, entre os quais Jonathan Moyo‚ Ministro da Educação Superior, e Saviour Kasukuwere, Ministro da Administração Local.
Ao início da manhã do mesmo dia, disparos de arma de fogo e artilharia foram ouvidos nos subúrbios ao norte de Harare, onde residem muitos membros do governo, incluindo o Presidente. De acordo com a Agência France-Presse, uma testemunha escutou disparos contínuos perto da residência privada de Mugabe, no subúrbio de Borrowdale. A Reuters reportou uma explosão perto do campus principal da Universidade do Zimbabwe. Os militares bloquearam ainda o acesso ao Parlamento do Zimbabwe, edifícios governamentais, tribunais, e à residência oficial do presidente em Harare. Dois jornalistas foram atacados pelos militares e hospitalizados enquanto cobriam o .

### Prisão domiciliária e renuncia de Robert Mugabe
Jacob Zuma, Presidente da África do Sul, afirmou que Robert Mugabe foi colocado sob prisão domiciliária pelo exército do Zimbabwe. Mugabe disse a Zuma, por chamada telefónica, que estava bem, mas impedido de abandonar a sua residência.
No dia 21 de novembro de 2017, Mugabe renunciou à Presidência da República.
No dia 22 de novembro, A União Nacional Africana do Zimbabwe - Frente Patriótica (ZANU-PF) designou Emmerson Mnangagwa para o cargo de presidente provisório, sendo que até sua posse, o vice-presidente Phelekezela Mphoko, que se encontra no Japão, atuará tecnicamente como presidente interino.
No dia 24 de novembro de 2017, Emmerson Mnangagwa tomou posse como presidente do Zimbabwe.

## Reacções
Nelson Chamisa, vice-líder do Movement for Democratic Change – Tsvangirai, o principal partido da oposição do Zimbabwe, apelou à “paz, constitucionalismo, democratização, à força da lei e ao carácter sagrado da vida humana”. Chris Mutsvangwa, líder da Zimbabwe National Liberation War Veterans Association, e aliado de Mnangagwa, louvou o Comandante das Forças Armadas, Constantino Chiwenga, por “uma correcção sem derrame de sangue dos grosseiros abusos de poder", manifestando a esperança de que o exército possa restaurar a “genuína democracia”, e o Zimbabwe como “modelo moderno de nação”.
Embaixadas estrangeiras em Harare, entre as quais a americana, canadiana, britânica e a dos Países Baixos, emitiram avisos para que os seus cidadãos permanecessem dentro de portas, devido à actividade militar na cidade. Um porta voz do Ministério dos Negócios Estrangeiros afirmou que um encontro realizado a 10 de Novembro entre o General Chiwenga e o Ministro da Defesa da China, Chang Wanquan, foi inócuo, e que a China esperava que "os partidos com relevo no Zimbabwe tomassem conta dos seus assuntos internos de forma apropriada".

## Análise
Derek Matyszak, analista do Institute for Security Studies, afirmou ser raro observar tanques nas estradas do Zimbabwe, e que a sua mera presença ali significava que o país estava "entrando em território novo".  De acordo com Nii Akuetteh, analista política africana, a decisão dos militares de não chamar "golpe de Estado" às suas acções teve por objectivo evitar congregar oposição àquilo que estavam levando a cabo.